# Usbekischer Fußballpokal 2024
Der Usbekische Fußballpokal 2024 war die 32. Saison eines K.-o.-Fußballwettbewerbs in Usbekistan. Das Turnier wurde vom usbekischen Fußballverband organisiert. Der Wettbewerb begann mit der ersten Qualifikationsrunde am 1. April 2024 und endete mit dem Finale am 5. Oktober 2024. Titelverteidiger war Nasaf Karschi.

## Qualifikationsrunde
| Datum              |                    | Ergebnis        |                      |
| ------------------ | ------------------ | --------------- | -------------------- |
| 1. April 2024 2024 | Andijan FA         | 0:1             | FC Qiziriq           |
| 1. April 2024      | Fergana University | 2:4             | FK Chigatoy          |
| 1. April 2024      | Namangan Academy   | 1:0             | Buxoro University    |
| 1. April 2024      | PFC Qumqorgon 1977 | 2:2 (6:7 i. E.) | Qoraqalpog‘iston FA  |
| 1. April 2024      | FK Zaamin          | 7:0             | Navoiy FA            |
| 1. April 2024      | Syrdarya Academy   | 3:2             | Toshkent Viloyati FA |

## Gruppenphase

### Gruppe A

#### Tabelle
| Pl. | Verein                     | Sp. | S | U | N | Tore    | Diff. | Punkte |
| --- | -------------------------- | --- | - | - | - | ------- | ----- | ------ |
| 1.  | Bunyodkor Taschkent        | 3   | 1 | 2 | 0 | 008:100 | +7    | 05     |
| 2.  | FC Qiziriq                 | 3   | 1 | 2 | 0 | 004:300 | +1    | 05     |
| 3.  | FK Shoʻrtan Guzar          | 3   | 1 | 1 | 1 | 002:200 | ±0    | 04     |
| 4.  | FK Jayxun Qoraqalpogʻiston | 3   | 0 | 1 | 2 | 003:110 | −8    | 01     |

#### Spiele
| Datum          |                            | Ergebnis |                            |
| -------------- | -------------------------- | -------- | -------------------------- |
| 14. April 2024 | FK Jayxun Qoraqalpogʻiston | 2:2      | FC Qiziriq                 |
| 14. April 2024 | Bunyodkor Taschkent        | 0:0      | FK Shoʻrtan Guzar          |
| 21. April 2024 | FC Qiziriq                 | 1:1      | Bunyodkor Taschkent        |
| 21. April 2024 | FK Shoʻrtan Guzar          | 2:1      | FK Jayxun Qoraqalpogʻiston |
| 28. April 2024 | FK Shoʻrtan Guzar          | 0:1      | FC Qiziriq                 |
| 28. April 2024 | Bunyodkor Taschkent        | 7:0      | FK Jayxun Qoraqalpogʻiston |

### Gruppe B

#### Tabelle
| Pl. | Verein           | Sp. | S | U | N | Tore    | Diff. | Punkte |
| --- | ---------------- | --- | - | - | - | ------- | ----- | ------ |
| 1.  | Aral Samalı PFK  | 3   | 3 | 0 | 0 | 014:400 | +10   | 09     |
| 2.  | Xorazm FK        | 3   | 2 | 0 | 1 | 007:400 | +3    | 06     |
| 3.  | PFC Sementchi    | 3   | 1 | 0 | 2 | 008:140 | −6    | 03     |
| 4.  | Namangan Academy | 3   | 0 | 0 | 3 | 005:110 | −6    | 0      |

#### Spiele
| Datum          |                  | Ergebnis |                  |
| -------------- | ---------------- | -------- | ---------------- |
| 15. April 2024 | PFC Sementchi    | 5:2      | Namangan Academy |
| 15. April 2024 | Xorazm FK        | 0:2      | Aral Samalı PFK  |
| 22. April 2024 | Namangan Academy | 1:4      | Xorazm FK        |
| 26. April 2024 | Aral Samalı PFK  | 9:2      | PFC Sementchi    |
| 29. April 2024 | Aral Samalı PFK  | 3:2      | Namangan Academy |
| 29. April 2024 | Xorazm FK        | 3:1      | PFC Sementchi    |

### Gruppe C

#### Tabelle
| Pl. | Verein                 | Sp. | S | U | N | Tore    | Diff. | Punkte |
| --- | ---------------------- | --- | - | - | - | ------- | ----- | ------ |
| 1.  | FK Olympic Tashkent II | 3   | 2 | 1 | 0 | 005:300 | +2    | 07     |
| 2.  | Qizilqum Zarafshon     | 3   | 2 | 0 | 1 | 005:400 | +1    | 06     |
| 3.  | Lokomotiv Taschkent    | 3   | 1 | 1 | 1 | 003:300 | ±0    | 04     |
| 4.  | FK Zaamin              | 3   | 0 | 0 | 3 | 002:500 | −3    | 0      |

#### Spiele
| Datum          |                        | Ergebnis |                     |
| -------------- | ---------------------- | -------- | ------------------- |
| 12. April 2024 | FK Olympic Tashkent II | 2:1      | Qizilqum Zarafshon  |
| 13. April 2024 | Lokomotiv Taschkent    | 1:0      | FK Zaamin           |
| 20. April 2024 | FK Zaamin              | 2:3      | Qizilqum Zarafshon  |
| 20. April 2024 | FK Olympic Tashkent II | 2:2      | Lokomotiv Taschkent |
| 27. April 2024 | FK Olympic Tashkent II | 1:0      | FK Zaamin           |
| 27. April 2024 | Lokomotiv Taschkent    | 0:1      | Qizilqum Zarafshon  |

### Gruppe D

#### Tabelle
| Pl. | Verein                    | Sp. | S | U | N | Tore    | Diff. | Punkte |
| --- | ------------------------- | --- | - | - | - | ------- | ----- | ------ |
| 1.  | FK Olympic Tashkent       | 3   | 2 | 1 | 0 | 012:100 | +11   | 07     |
| 2.  | Surkhon Termez            | 3   | 2 | 1 | 0 | 008:100 | +7    | 07     |
| 3.  | FK Lokomotiv BFK Tashkent | 3   | 1 | 0 | 2 | 001:100 | −9    | 03     |
| 4.  | FK Chigatoy               | 3   | 0 | 0 | 3 | 002:110 | −9    | 0      |

#### Spiele
| Datum          |                           | Ergebnis |                           |
| -------------- | ------------------------- | -------- | ------------------------- |
| 13. April 2024 | FK Lokomotiv BFK Tashkent | 1:0      | FK Chigatoy               |
| 13. April 2024 | Surkhon Termez            | 0:0      | FK Olympic Tashkent       |
| 20. April 2024 | FK Chigatoy               | 1:2      | Surkhon Termez            |
| 20. April 2024 | FK Olympic Tashkent       | 4:0      | FK Lokomotiv BFK Tashkent |
| 28. April 2024 | FK Olympic Tashkent       | 8:1      | FK Chigatoy               |
| 28. April 2024 | Surkhon Termez            | 6:0      | FK Lokomotiv BFK Tashkent |

### Gruppe E

#### Tabelle
| Pl. | Verein              | Sp. | S | U | N | Tore    | Diff. | Punkte |
| --- | ------------------- | --- | - | - | - | ------- | ----- | ------ |
| 1.  | FK Mashʼal Muborak  | 3   | 2 | 1 | 0 | 009:000 | +9    | 07     |
| 2.  | FK Buxoro           | 3   | 1 | 2 | 0 | 009:300 | +6    | 05     |
| 3.  | FK Olmaliq          | 3   | 1 | 1 | 1 | 018:300 | +15   | 04     |
| 4.  | Qoraqalpog‘iston FA | 3   | 0 | 0 | 3 | 001:310 | −30   | 0      |

#### Spiele
| Datum          |                     | Ergebnis |                     |
| -------------- | ------------------- | -------- | ------------------- |
| 15. April 2024 | FK Olmaliq          | 0:1      | FK Mashʼal Muborak  |
| 16. April 2024 | FK Buxoro           | 7:1      | Qoraqalpog‘iston FA |
| 22. April 2024 | FK Mashʼal Muborak  | 0:0      | FK Buxoro           |
| 22. April 2024 | Qoraqalpog‘iston FA | 0:16     | FK Olmaliq          |
| 29. April 2024 | FK Olmaliq          | 2:2      | FK Buxoro           |
| 29. April 2024 | FK Mashʼal Muborak  | 8:0      | Qoraqalpog‘iston FA |

### Gruppe F

#### Tabelle
| Pl. | Verein              | Sp. | S | U | N | Tore    | Diff. | Punkte |
| --- | ------------------- | --- | - | - | - | ------- | ----- | ------ |
| 1.  | Metallurg Bekobod   | 3   | 2 | 1 | 0 | 008:100 | +7    | 07     |
| 2.  | FK Neftchi Fargʻona | 3   | 2 | 1 | 0 | 008:200 | +6    | 07     |
| 3.  | FK Dustlik          | 3   | 1 | 0 | 2 | 005:500 | ±0    | 03     |
| 4.  | Syrdarya Academy    | 3   | 0 | 0 | 3 | 002:150 | −13   | 0      |

#### Spiele
| Datum          |                     | Ergebnis |                     |
| -------------- | ------------------- | -------- | ------------------- |
| 12. April 2024 | Metallurg Bekobod   | 5:0      | Syrdarya Academy    |
| 12. April 2024 | FK Neftchi Fargʻona | 2:0      | FK Dustlik          |
| 19. April 2024 | Syrdarya Academy    | 1:5      | FK Neftchi Fargʻona |
| 19. April 2024 | FK Dustlik          | 0:2      | Metallurg Bekobod   |
| 26. April 2024 | FK Dustlik          | 5:1      | Syrdarya Academy    |
| 26. April 2024 | FK Neftchi Fargʻona | 1:1      | Metallurg Bekobod   |

### Gruppe G

#### Tabelle
| Pl. | Verein              | Sp. | S | U | N | Tore    | Diff. | Punkte |
| --- | ------------------- | --- | - | - | - | ------- | ----- | ------ |
| 1.  | Navbahor Namangan   | 3   | 2 | 1 | 0 | 004:200 | +2    | 07     |
| 2.  | FK Andijon          | 3   | 1 | 1 | 1 | 004:400 | ±0    | 04     |
| 3.  | FK Dinamo Samarkand | 3   | 0 | 3 | 0 | 006:600 | ±0    | 03     |
| 4.  | Nasaf Karschi       | 3   | 0 | 1 | 2 | 003:500 | −2    | 01     |

#### Spiele
| Datum          |                     | Ergebnis |                     |
| -------------- | ------------------- | -------- | ------------------- |
| 13. April 2024 | FK Andijon          | 2:2      | FK Dinamo Samarkand |
| 14. April 2024 | Nasaf Karschi       | 0:1      | Navbahor Namangan   |
| 21. April 2024 | Navbahor Namangan   | 2:1      | FK Andijon          |
| 21. April 2024 | FK Dinamo Samarkand | 3:3      | Nasaf Karschi       |
| 28. April 2024 | FK Andijon          | 1:0      | Nasaf Karschi       |
| 28. April 2024 | FK Dinamo Samarkand | 1:1      | Navbahor Namangan   |

### Gruppe H

#### Tabelle
| Pl. | Verein                | Sp. | S | U | N | Tore    | Diff. | Punkte |
| --- | --------------------- | --- | - | - | - | ------- | ----- | ------ |
| 1.  | FK Soʻgʻdiyona Jizzax | 3   | 3 | 0 | 0 | 007:200 | +5    | 09     |
| 2.  | Paxtakor Taschkent    | 3   | 1 | 1 | 1 | 004:400 | ±0    | 04     |
| 3.  | Qoʻqon 1912           | 3   | 0 | 2 | 1 | 001:300 | −2    | 02     |
| 4.  | Jizzax PFK            | 3   | 0 | 1 | 2 | 002:500 | −3    | 01     |

#### Spiele
| Datum          |                       | Ergebnis |                       |
| -------------- | --------------------- | -------- | --------------------- |
| 12. April 2024 | Jizzax PFK            | 1:2      | Paxtakor Taschkent    |
| 14. April 2024 | Qoʻqon 1912           | 0:2      | FK Soʻgʻdiyona Jizzax |
| 19. April 2024 | Paxtakor Taschkent    | 0:0      | Qoʻqon 1912           |
| 19. April 2024 | FK Soʻgʻdiyona Jizzax | 2:0      | Jizzax PFK            |
| 26. April 2024 | Paxtakor Taschkent    | 2:3      | FK Soʻgʻdiyona Jizzax |
| 26. April 2024 | Jizzax PFK            | 1:1      | Qoʻqon 1912           |

## Achtelfinale
| Datum        |                        | Ergebnis              |                     |
| ------------ | ---------------------- | --------------------- | ------------------- |
| 2. Juli 2024 | FK Olympic Tashkent II | 1:2                   | Xorazm FK           |
| 2. Juli 2024 | FK Mashʼal Muborak     | 1:3 n. V.             | Qizilqum Zarafshon  |
| 4. Juli 2024 | Metallurg Bekobod      | 1:1 n. V. (6:7 i. E.) | Surkhon Termez      |
| 4. Juli 2024 | FK Olympic Tashkent    | 0:1                   | FK Andijon          |
| 5. Juli 2024 | Bunyodkor Taschkent    | 2:1                   | Qizilqum Zarafshon  |
| 5. Juli 2024 | Navbahor Namangan      | 1:0                   | FK Buxoro           |
| 6. Juli 2024 | Aral Samalı PFK        | 0:1                   | Paxtakor Taschkent  |
| 6. Juli 2024 | FK Soʻgʻdiyona Jizzax  | 1:0 n. V.             | FK Neftchi Fargʻona |

## Viertelfinale
| Datum           |                       | Ergebnis  |                    |
| --------------- | --------------------- | --------- | ------------------ |
| 6. August 2024  | Surkhon Termez        | 3:1       | Xorazm FK          |
| 7. August 2024  | FK Soʻgʻdiyona Jizzax | 2:3 n. V. | Navbahor Namangan  |
| 7. August 2024  | Qizilqum Zarafshon    | 0:3       | FK Andijon         |
| 15. August 2024 | Bunyodkor Taschkent   | 0:1 n. V. | Paxtakor Taschkent |

## Halbfinale
| Datum           |                    | Ergebnis        |                   |
| --------------- | ------------------ | --------------- | ----------------- |
| 30. August 2024 | FK Andijon         | 0:0 (5:4 i. E.) | Surkhon Termez    |
| 30. August 2024 | Paxtakor Taschkent | 0:0 (3:4 i. E.) | Navbahor Namangan |

## Finale
| Datum           |                   | Ergebnis  |            |
| --------------- | ----------------- | --------- | ---------- |
| 5. Oktober 2024 | Navbahor Namangan | 2:3 n. V. | FK Andijon |